# Кочетова, Александра Дормидонтовна
Алекса́ндра Дормидо́нтовна Ко́четова-Алекса́ндрова (урождённая Соколо́ва, 1833, Санкт-Петербург — 1902, Москва) — российская оперная певица (колоратурное сопрано).
Сестра профессора архитектуры Д. Д. Соколова.

## Биография
Родилась в Санкт-Петербурге 13 октября 1833 года в семье священника Доримедонта Соколова. Детство и юность провела в Берлине, где училась пению у Тешнера. В 1853 году, после смерти отца, вернулась в Санкт-Петербург, где, благодаря А. Г. Рубинштейну, вскоре стала придворной певицей великой княгини Елены Павловны. Совершенствуясь в вокальном искусстве под руководством Ронкони, она неоднократно выступала в частных концертах. Выйдя замуж за директора Главного архива Морского министерства Р. И. Кочетова (1821—1867?), в течение семи лет, до смерти мужа, не появлялась на сцене. Вернувшись на артистическое поприще, пела сначала в России, в концертах Русского музыкального общества и через два года — за границей, где пела, между прочим, в концертах Лейпцигского Гевандгауза[прояснить]. Обладая выдающимся по красоте драматическим сопрано, редкой музыкальностью и приятной внешностью, она имела огромный успех среди немецкой публики.

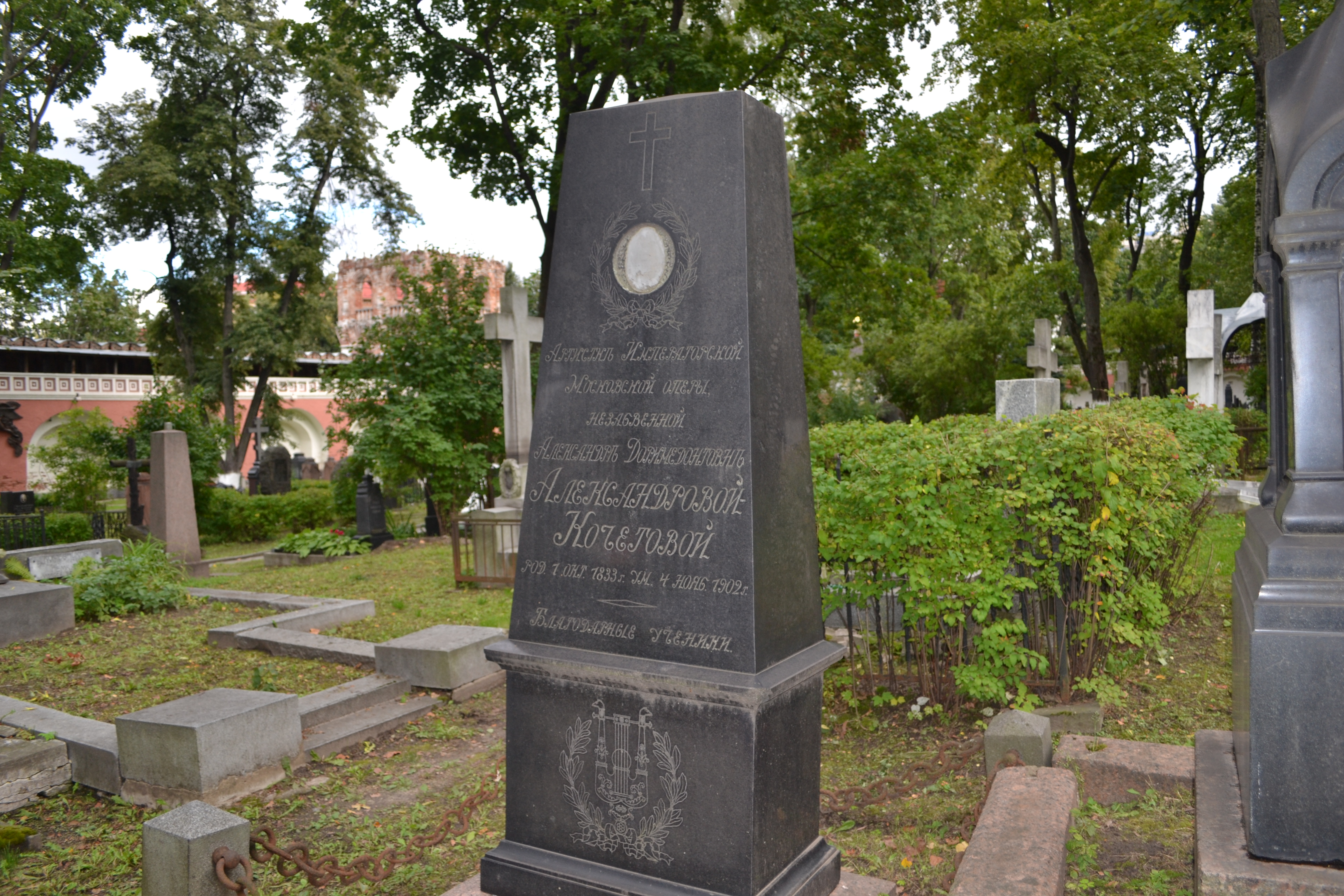
Надгробный памятник

Вернувшись в Россию, под фамилией Александровой она стала петь в опере, выступив в первый раз в московском Большом театре 1 декабря 1865 года в партии Антониды в «Жизни за Царя». В течение двенадцати лет она имела блестящий успех, как у публики, так и у критики. Роли Антониды, Маргариты («Фауст») и Нормы были коронными в её обширном репертуаре. На гастролях в Праге она пела партии Антониды и Наташи на чешском языке.
С момента основания Московской консерватории в 1865 году, в течение тринадцати лет она была в ней профессором пения, после чего посвятила себя частной преподавательской деятельности. В числе её учеников были её дочь Зоя, а также: Корякин, Додонов, Хохлов, Святловская, Левицкая, Ростовцева, Слатина, Кадмина, Книппер; Трояновский и Амфитеатров.
Умерла 4 ноября 1902 года. Похоронена на Старом Донском кладбище в Москве.
Дети:
- Зоя Разумниковна Кочетова (1857—1892) — певица.
- Николай Разумникович Кочетов (1864—1925) — композитор, дирижёр, музыкальный педагог,